# Eudoxe Marcille
Eudoxe Marcille est un collectionneur de tableaux, artiste peintre et directeur de musée et d'école de dessin français né à Chartres (Eure-et-Loir) le 20 avril 1814 et mort à Chécy (Loiret) le 7 avril 1890,.

## Biographie
Eudoxe Marcille est le fils de François Marcille (1790-1856) qui épouse en 1814 Ermine Juteau. Son frère cadet Camille Marcille (1816-1875) épouse Cécile Walckenaer.
Après l’installation de son père à Paris, il demeure dans cette ville avec son frère. 
Les deux frères grandissent dans un environnement consacré aux beaux-arts. Ils sont confiés par leur père pour leur éducation artistique à des professeurs illustres tels qu'Eugène Devéria et Charles de Steuben.
Eudoxe suit ses études au Collège Stanislas, une école privée catholique située dans le quartier Notre-Dame-des-Champs du 6e arrondissement de Paris.
Après son mariage avec Louise Erat-Oudet, il s'installe au 54, rue d'Hauteville dans le 10e arrondissement de Paris, hôtel particulier de sa belle famille comportant un atelier galerie. Mais ses goûts de collectionneur et ses aspirations prennent le pas sur sa vocation d’artiste. Il reçoit chaque lundi des amateurs éclairés tels les Frères Goncourt, Edgar Degas (encore jeune) et le docteur Louis La Caze avec lequel il reste lié jusqu’à la mort de ce dernier en 1869.
En 1870, il accepte la fonction de directeur du musée des Beaux-Arts d'Orléans. Il participe à la recherche de dons et à l'amélioration de la mise en valeur des collections dans les salles mal adaptées de l’ancien hôtel de ville. Il dresse et publie en 1876 un catalogue qui fait référence jusqu’au milieu du XXe siècle. Au total, ce sont 1 232 œuvres (dont 1 088 donations) qui viennent enrichir les collections.
En 1871, il est nommé président de la Société des amis des arts d’Orléans à laquelle il apporte ses contributions. Dans le même temps, il est directeur de l’École gratuite de dessin.
Grâce à sa fortune personnelle qui lui permet d'aider les artistes, il laisse le souvenir d'un mécène. Il découvre et encourage les sculpteurs Alfred-Désiré Lanson et Charles Desvergnes, anciens élèves de l’école de dessin qu’il avait dirigée à Orléans. En témoignage d'amitié, Oscar Roty grave une médaille le représentant. Alfred Lanson sculpte un buste en marbre du même personnage, toujours exposé au musée d’Orléans. Le musée expose également un grand portrait d’Eudoxe Marcille vers la fin de sa vie.
Il est fait chevalier de l'ordre national de la Légion d'honneur le 19 avril 1879.